# Роберт Дауні (старший)
Роберт Джон Дауні-старший (англ. Robert John Downey, Sr); справжнє прізвище Еліас (англ. Elias); 24 червня 1935, Мангеттен, Нью-Йорк, штат Нью-Йорк, США — 7 липня 2021, Нью-Йорк, США) — американський актор, режисер, сценарист, продюсер, оператор і монтажер.

## Біографія
Народився 24 червня 1935 року в Нью-Йорку. Його батько, Роберт Еліас, був литовсько — єврейського походження; мати Бетті Маклафлін, — наполовину ірландка, наполовину єврейка. Його бабуся і дідусь по батьківській лінії, що носили до еміграції прізвище Єльяшович, походили з Йонава та Пренай.
Роберт Дауні-старший прославився як сценарист і режисер незалежних фільмів. Певний час працював на комерційній радіостанції. Фільм «Патні Своуп» (1969) став однією з його перших робіт, який відразу отримав визнання критики. У 1970 році він зняв фільм «Загін», в якому вперше зіграв його син — Роберт Дауні-молодший. Після цього відбулася низка творчих невдач, і Роберт почав вживати наркотики. Його дружина Елсі Дауні пішла від нього з дітьми. Друга дружина, Лора Ернст, допомогла йому впоратися з собою. Він зняв фільм «Компанія Г'юго» (1997) і опинився на вершині голлівудського успіху. Через деякий час Лора померла. Дауні стійко переніс цей удар долі і не повернувся до вживання наркотиків. За його власним визнанням, «все це він зобов'язаний зробити заради пам'яті Лори».
Помер 7 липня 2021 року в Нью-Йорку на 86-му році життя.

## Особисте життя
Був одружений тричі:
- на Елсі Дауні (розлучення). Син — актор Роберт Дауні-молодший, дочка — акторка і письменниця Еллісон Дауні ;
- на Лорі Ернст (померла);
- на Розмарі Роджерс.

## Фільмографія
| Рік       | Назва                                          | Оригінальна назва                                               | Режисер     | Сценарист | Продюсер | Оператор | Актор       | Роль                       | Примітки                    |
| --------- | ---------------------------------------------- | --------------------------------------------------------------- | ----------- | --------- | -------- | -------- | ----------- | -------------------------- | --------------------------- |
| 1953      | —                                              | The American Road                                               |             |           |          | Так      |             |                            | короткометражний док. фільм |
| 1961      | —                                              | Balls Bluff                                                     | Так         | Так       | Так      |          | Так         |                            | короткометражний фільм      |
| 1964      | —                                              | Babo 73                                                         | Так         | Так       | Так      |          |             |                            |                             |
| 1964      | —                                              | A Touch of Greatness                                            | Так         |           |          | Так      |             |                            | документальний фільм        |
| 1965      | Солодкий запах сексу                           | Sweet Smell of Sex                                              | Так         |           |          | Так      |             |                            |                             |
| 1966      | Стерті лікті                                   | Chafed Elbows                                                   | Так         | Так       | Так      |          |             |                            |                             |
| 1966      | —                                              | Literature Au-Go-Go                                             |             |           |          | Так      |             |                            | короткометражний фільм      |
| 1968      | Більше ніяких виправдань                       | No More Excuses                                                 | Так         | Так       |          |          | Так         | рядовий Стюарт Томпсон     |                             |
| 1969      | Патні Своуп                                    | Putney Swope                                                    | Так         | Так       | Так      |          | Так         | Патні Своуп                |                             |
| 1969      | —                                              | Naughty Nurse                                                   |             |           |          |          | Так         | клерк                      | короткометражний фільм      |
| 1970      | Загін                                          | Pound                                                           | Так         | Так       |          |          |             |                            |                             |
| 1971      | Крокуй в такт слів своїх, щоб ритм не втратити | You've Got to Walk It Like You Talk It or You'll Lose That Beat |             |           |          |          | Так         | глава рекламного агентства |                             |
| 1972      | Палац Грісера                                  | Greaser's Palace                                                | Так         | Так       |          |          |             |                            |                             |
| 1973      | Палки та кості                                 | Sticks and Bones                                                | Так         | Так       |          |          |             |                            | телефільм                   |
| 1975      | —                                              | Moment to Moment                                                | Так         | Так       |          |          |             |                            |                             |
| 1980      | В жопу академію                                | Up the Academy                                                  | Так         |           |          |          |             |                            |                             |
| 1980      | Гонг Шоу: Кіно                                 | The Gong Show Movie                                             |             | Так       |          |          |             |                            |                             |
| 1983      | —                                              | Rage                                                            |             | Так       |          |          |             |                            | телефільм                   |
| 1985—1986 | Сутінкова зона                                 | The Twilight Zone                                               | Так (3 еп.) |           |          |          | Так (1 эп.) | містер Міллер              | телесеріал                  |
| 1985      | Жити і померти в Лос-Анджелесі                 | To Live And Die In L.A.                                         |             |           |          |          | Так         | Томас Бейтман              |                             |
| 1986      | Америка                                        | America                                                         | Так         | Так       |          |          |             |                            |                             |
| 1987      | Метлок                                         | Matlock                                                         |             |           |          |          | Так         | судья Уоррен Андерсен      | телесеріал                  |
| 1988      | Мішень, що біжить                              | Moving Target                                                   |             |           |          |          | Так         | Вайнберг                   | телефільм                   |
| 1988      | Губи напрокат                                  | Rented Lips                                                     | Так         |           |          |          |             |                            |                             |
| 1988      | Джонні, будь хорошим                           | Johnny Be Good                                                  |             |           |          |          | Так         | слідчий NCAA               |                             |
| 1988—1989 | Дев'ятиметровий                                | 1st & Ten                                                       |             |           |          |          | Так         | Майк Макдональд / репортер | телесеріал                  |
| 1990      | Занадто багато сонця                           | Too Much Sun                                                    | Так         | Так       |          |          |             |                            |                             |
| 1993      | Міські історії                                 | Tales of the City                                               |             |           |          |          | Так         | лікар Едгара               | телесеріал                  |
| 1994      | Аве Цезар                                      | Hail Caesar                                                     |             |           |          |          | Так         | Батлер                     |                             |
| 1996      | Ловець сонця                                   | The Sunchaser                                                   |             |           |          |          | Так         | голоси в телефоні          |                             |
| 1997      | Компанія Г'юго                                 | Hugo Pool                                                       | Так         | Так       |          |          |             |                            |                             |
| 1997      | Ночі в стилі бугі                              | Boogie Nights                                                   |             |           |          |          | Так         | Берт                       |                             |
| 1999      | Магнолія                                       | Magnolia                                                        |             |           |          |          | Так         | режиссёр WDKK              |                             |
| 2000      | Сім'янин                                       | The Family Man                                                  |             |           |          |          | Так         | чоловік у будинку          |                             |
| 2001      | —                                              | Strut!                                                          |             |           | Так      |          |             |                            | документальний фільм        |
| 2004      | З інших світів                                 | From Other Worlds                                               |             |           |          |          | Так         | Бейкер                     |                             |
| 2005      | Ріттенхаус-Сквер                               | Rittenhouse Square                                              | Так         |           |          |          |             |                            | документальний фільм        |
| 2011      | Як обікрасти хмарочос                          | Tower Heist                                                     |             |           |          |          | Так         | суддя Рамос                |                             |
| 2015      | Суботнього вечора в прямому ефірі              | Saturday Night Live                                             |             |           |          |          | Так         | в ролі самого себе         | телешоу                     |